# Dipcadi turkestanicum
Dipcadi turkestanicum là một loài thực vật có hoa trong họ Măng tây. Loài này được Vved. mô tả khoa học đầu tiên năm 1941.